# Hemaris radians
Hemaris radians là một loài bướm đêm thuộc họ Sphingidae. Loài này có ở phía nam Xibia, Mông Cổ, phía nam Viễn Đông Nga, đông bắc and miền trung-phía đông Trung Quốc, bán đảo Triều Tiên và Nhật Bản.
Sải cánh khoảng 37–40 mm. Cá thể trưởng thành mọc cánh từ giữa tháng 5 tới cuối tháng 7 in Korea.
Ấu trùng được ghi nhận ăn các loài Lonicera và Rubia in the Russian Far East và Lonicera japonica in Korea.